# Walentina Georgijewna Zarjowa
Walentina Georgijewna Zarjowa (russisch Валенти́на Гео́ргиевна Царёва; * 5. Dezember 1926; † 2. Mai 2015 in Sankt Petersburg) war eine sowjetische Skilangläuferin.
Sie holte bei den Nordischen Skiweltmeisterschaften 1954 in Falun mit der Staffel die Goldmedaille. Im folgenden Jahr wurde sie bei den Lahti Ski Games Vierte über 10 km. Bei sowjetischen Meisterschaften siegte sie fünfmal mit der Staffel (1950–1953, 1955) und einmal über 10 km (1952).